# US Open 2007 - Doppio maschile in carrozzina
Shingo Kunieda e Satoshi Saida hanno battuto in finale Robin Ammerlaan e Michael Jeremiasz con il punteggio di 6–3, 6–2.

## Teste di serie
1. Shingo Kunieda /  Satoshi Saida (campioni)
2. Robin Ammerlaan/  Michael Jeremiasz (finali)

## Tabellone

### Legenda
| - Q = Qualificato - WC = Wild card - LL = Lucky loser | - ALT = Alternate - SE = Special Exempt - PR = Protected Ranking | - w/o = Walkover - r = Ritirato - d = Squalificato |

### Finali
|  | Primo turno | Primo turno                       | Primo turno                       | Primo turno | Primo turno |  |  | Finali | Finali                            | Finali                            | Finali | Finali |  |
|  |             |                                   |                                   |             |             |  |  |        |                                   |                                   |        |        |  |
|  | 1           | Shingo Kunieda Satoshi Saida      | Shingo Kunieda Satoshi Saida      | 6           | 6           |  |  |        |                                   |                                   |        |        |  |
|  |             | Tadeusz Kruszelnicki Jon Rydberg  | Tadeusz Kruszelnicki Jon Rydberg  | 1           | 1           |  |  | 1      | Shingo Kunieda Satoshi Saida      | Shingo Kunieda Satoshi Saida      | 6      | 6      |  |
|  |             | Stephane Houdet Ronald Vink       | Stephane Houdet Ronald Vink       | 4           | 3           |  |  | 2      | Robin Ammerlaan Michael Jeremiasz | Robin Ammerlaan Michael Jeremiasz | 3      | 2      |  |
|  | 2           | Robin Ammerlaan Michael Jeremiasz | Robin Ammerlaan Michael Jeremiasz | 6           | 6           |  |  |        |                                   |                                   |        |        |  |